# Barbarušince
Barbarušince (en serbe cyrillique : Барбарушинце) est un village de Serbie situé sur le territoire de la Ville de Vranje, district de Pčinja. Au recensement de 2011, il comptait 58 habitants.

## Démographie
| 1948 | 1953 | 1961 | 1971 | 1981 | 1991 | 2002 | 2011 |
| ---- | ---- | ---- | ---- | ---- | ---- | ---- | ---- |
| 353  | 351  | 342  | 264  | 199  | 116  | 86   | 58   |

|  |